# Riu Kommodo
El riu Kommodo és un petit riu de Guinea que desaigua al Bakhoy no gaire lluny del seu naixement.
El lloc és famós pel combat que van guanyar els francesos sobre les forces de Samori Turé el 1885: el tinent Bonnard fou enviat pel capità Louvel en missió de reconeixement a Setiguia, capital del Bouré; va passar allí la nit del 30 al 31 i l'endemà es va retirar cap al Bougourou que donava suport als francesos. Al sortir de Setiguia, el germà de Samori, Malinkamory, va entrar a la població amb uns cinc mil homes, va massacrar als habitants i va perseguir als francesos als que va atrapar prop del riu Kommodo, a mig camí entre Setiguia i Bougourou. Al sentir trets el capità Louvel, que era a pocs quilòmetres als afores de Niafadié, va acudir en ajut del seu tinent; cent francesos es van enfrontar a cinc mil sofes que al cap de poca estona es van desbandar deixant 300 morts i 700 ferits (31 de maig de 1885). Malinkamory sospitant que s'enfrontava a tota la columna francesa van decidir creuar el riu Níger, mentre Louvel avançava fins al Bougourou i d'allí va tornar a Niafadié on havia quedat el capità Dargelos.